# The Alaskan Eskimo
The Alaskan Eskimo é um documentário em curta-metragem estadunidense de 1953 dirigido por James Algar e escrito por Winston Hibler e Ted Sears. Venceu o Oscar de melhor documentário de curta-metragem na edição de 1954.